# Geniostemon rotundifolius
Geniostemon rotundifolius là một loài thực vật có hoa trong họ Long đởm. Loài này được Rzed. & Calderón mô tả khoa học đầu tiên năm 1995.